# Ayyub ibn Habib al-Lakhmi
Ayyub ibn Habib al-Lakhmi fue el tercer valí de al-Ándalus. Tras el asesinato en Sevilla del valí Abd al-Aziz ibn Musa ibn Nusair, y mientras llegaba desde Qayrawan (Ifriqiya) el nombramiento de un nuevo gobernador, Ayyub ibn Habib al-Lajmi fue designado interinamente como valí y gobernó interinamente solo seis meses del año 716.
Era hijo de una hermana del primer valí, Musa ibn Nusair, y por tanto, primo hermano del asesinado Abd al-Aziz ibn Musa ibn Nusair.
Al cabo de seis meses de interinidad, fue sustituido por el nuevo valí, Al-Hurr ibn Abd ar-Rahman al-Thaqafi.